# メアリー・ガーディナー
メアリー・ガーディナー（英: Mary Gardiner）はオーストラリアのLinuxプログラマであり、オープンテクノロジーおよび文化における女性の参加を促進することを目的とした非営利団体であるAda Initiativeの業務ディレクターを務めていた。彼女は2011年9月までLinux Australiaの評議員でもあった。2012年には、ガーディナーとAda Initiative共同創設者のヴァレリー・オーロラが、SC Magazineによってコンピュータセキュリティ分野で最も影響力のある人物の一人に選ばれた。

## 経歴
ガーディナーはAussieChixの共同創設者であり、同団体は後にOceania Women of Open Techへと発展した。彼女はまた、LinuxChixの元コーディネーターである。彼女は「女性を同僚として受け入れようとせず、あるいは女性には十分に貢献する能力がないと信じている少数の貢献者の社会的規範や信念」に対して敵対的に発言している。ガーディナーは、テクノロジー関連カンファレンスのためのハラスメント防止ポリシーの起草および採択にも関与してきた。彼女は、オーストラリアにおけるLinuxプログラマーへの貢献が評価され、Rusty Wrench賞を2011年に受賞した。また、オープンソースソフトウェアコミュニティにおけるジェンダー多様性の向上やセクシャルハラスメントへの反対の取り組みが称賛された。彼女は2012年7月12日から15日にワシントンD.C.で開催されたウィキマニア2012において基調講演を務めた。2012年、ガーディナーはDatamationによって「社会貢献を行う10人の女性技術者」の1人に選ばれ、またSC Magazineによってコンピュータセキュリティ分野で最も影響力のある人物の1人にも選ばれた。